# جوزيه غاليغوس
جوزيه غاليغوس (بالإنجليزية: Jose Gallegos)‏ هو لاعب كرة قدم أمريكي في مركز الوسط، ولد في 22 سبتمبر 2001 في سان أنطونيو في الولايات المتحدة. لعب مع نادي سان أنطونيو.